# أسامة بن شريك
أسامة بن شريك الثعلبي الذبياني الكوفي، هو صحابي من صحابة النبي صلى الله عليه وسلم 

## الجرح والتعديل
ابن حجر العسقلاني : صحابي
الذهبي : صحابي
المزي : له صحبة
محمد بن إسماعيل البخاري : له صحبة